# تالوقة بني جربان (أسلم)

تعديل مصدري - تعديل

تالوقة بني جربان هي إحدى قرى عزلة أسلم الوسط بمديرية أسلم التابعة لمحافظة حجة، بلغ تعداد سكانها 187 نسمة حسب تعداد اليمن لعام 2004.